# La núvia de Frankenstein
La núvia de Frankenstein (títol original Bride of Frankenstein) és una pel·lícula de terror i ciència-ficció dirigida per James Whale i estrenada el 1935. És la seqüela de Frankenstein (1931). En ambdues, els actors Boris Karloff i Colin Clive van interpretar els papers principals. La cinta compta també amb l'actuació de Elsa Lanchester, que encarna a Mary Shelley i a la núvia del monstre, i amb la de Ernest Thesiger en el paper del doctor Pretorious. Ha estat doblada al català.

## Repartiment
- Boris Karloff: El monstre

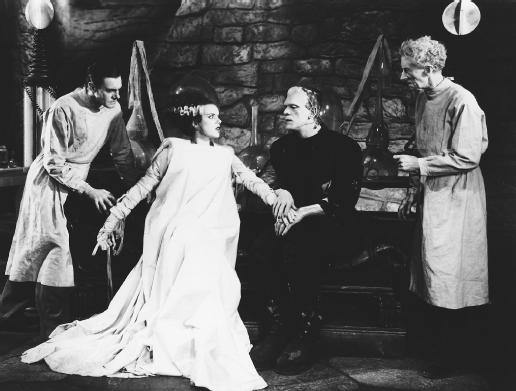
Fotograma de la pel·lícula: Colin Clive, Elsa Lanchester, Boris Karloff i Ernest Thesiger.

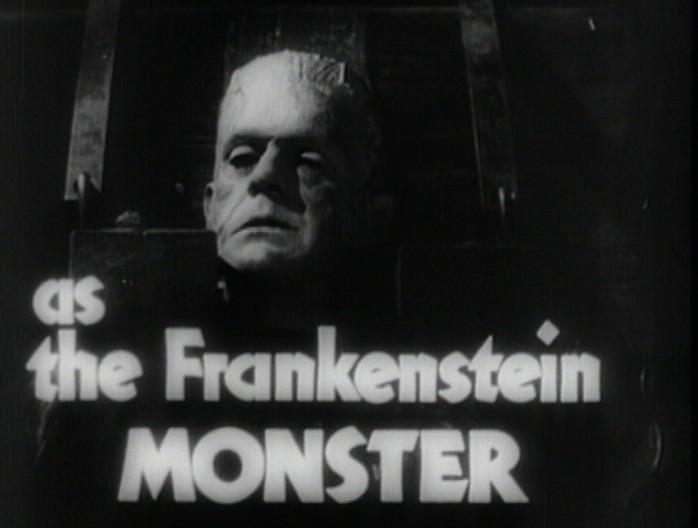
Presentació de Boris Karloff a la película.

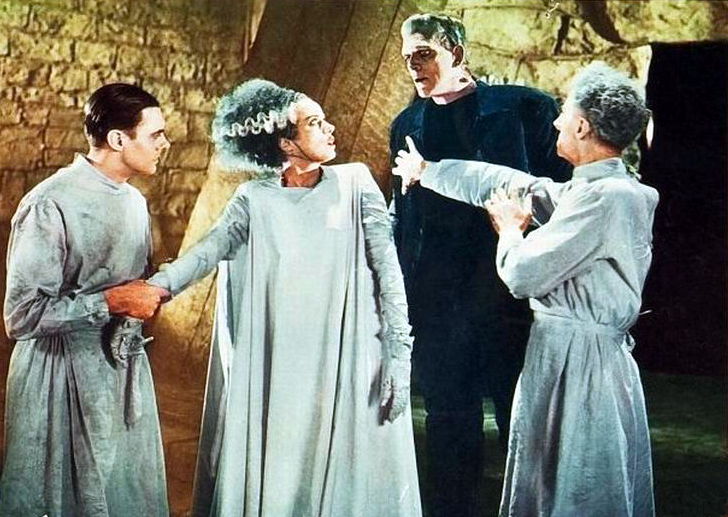
Colin Clive, Elsa Lanchester, Boris Karloff i Ernest Thesiger en una fotografia acolorida promocional d'un fotograma de la pel·lícula en blanc i negre.

- Colin Clive: Doctor Henry Frankenstein
- Valerie Hobson: Elizabeth
- Ernest Thesiger: Doctor Pretorius
- Elsa Lanchester: Mary Shelley / La núvia del monstre
- Gavin Gordon: Lord Byron
- Douglas Walton: Percy Bysshe Shelley
- Una O'Connor: Minnie
- E.E. Clive: Burgmestre
- Lucien Prival: Majordom
- O.P. Heggie: Ermità
- Dwight Frye: Karl
- Reginald Barlow: Hans
- Mary Gordon: Esposa de Hans
- Anne Darling: Pastora

## Recepció
La núvia de Frankenstein va obtenir una resposta positiva per part de la crítica cinematogràfica i el públic en general, sent considerada una de les millors pel·lícules de 1935 pels llocs web Filmsite, Films101 e Internet Movie Database. La pel·lícula posseeix un 100% de comentaris "frescos" en el lloc Rotten Tomatoes, basat en un total de 40 crítiques.
El novembre de 1998, la Biblioteca del Congrés dels Estats Units la va triar al costat d'altres cintes per a formar part del National Film Registry, una filmoteca dedicada a conservar aquelles pel·lícules "culturalment, històricament o estèticament significatives".
Els crítics Richard Schickel i Richard Corliss de la revista Time la van incloure entre les 100 millors pel·lícules de la història. La Chicago Film Critics Association, por su parte, la ubicó en el puesto número 18 de "las películas más terroríficas". En 2008, la revista Empire va dur a terme una enquesta entre lectors i crítics de cinema per a seleccionar les 500 millors pel·lícules de tots els temps, i La núvia de Frankenstein va ser situada en el lloc 204.